# Beleg van Damietta (1249)
Het Beleg van Damietta werd uitgevochten op 6 juni 1249 tussen de Franse kruisvaarders onder leiding van koning Lodewijk IX en het Ajjoebidische Sultanaat. Dit beleg was onderdeel van de Zevende Kruistocht.

## Aanloop
Na overwinterd te hebben op Cyprus voer het kruisvaardersleger op 14 mei uit naar Damietta. De vloot bestond uit honderden schepen van verschillende grootte. Tijdens hun reis naar Egypte werden ze overvallen door een storm, maar de koninklijke schepen konden deze storm trotseren en belandden op een strand in de buurt van de stad.

## De slag
Koning Lodewijk IX van Frankrijk landde op 4 juni 1249 met zijn troepen in Egypte. Egypte vormde voor Lodewijk een uitvalsbasis om de stad Jeruzalem te veroveren. De grote graanproductie in Egypte zou zijn verdere campagnes kunnen bespoedigen. Bij het strand zag Lodewijk een garnizoen Egyptische soldaten en gaf onmiddellijk het bevel tot een aanval, zonder te wachten op steun vanuit de nog aanmerende schepen. Er volgde een kleine slag nabij de stad Damietta op 5 juni, de Egyptische moslims die deze slag overleefden, wisten via een pontonbrug te ontsnappen binnen de stad.
In paniek vluchtte dezelfde nacht het Bedoeïenen-garnizoen met een groot gedeelte van de moslimbevolking de stad uit. Tegen de ochtend kwamen christelijke inwoners van Damietta naar het strand waar het Franse leger zijn kamp had opgeslagen, om te vertellen dat de stad bijna geheel voor hen beschikbaar was. Op 6 juni wist Lodewijk de rest van het garnizoen dat de Nijlstad Damietta verdedigde te verslaan, waarna hij triomfantelijk de stad binnen marcheerde. Lodewijk was door deze overwinning in staat om de voorraden voor zijn leger op te bouwen. Hij had echter geen rekening gehouden met het overstromen van de Nijl waardoor hij met zijn leger een halfjaar lang vastzat in de stad.